# Municipio de Waasa
El municipio de Waasa (en inglés: Waasa Township) es un municipio ubicado en el condado de St. Louis en el estado estadounidense de Minnesota. En el año 2010 tenía una población de 249 habitantes y una densidad poblacional de 2,72 personas por km².

## Geografía
El municipio de Waasa se encuentra ubicado en las coordenadas 47°40′32″N 92°6′29″O / 47.67556, -92.10806. Según la Oficina del Censo de los Estados Unidos, el municipio tiene una superficie total de 91.56 km², de la cual 91,46 km² corresponden a tierra firme y (0,1 %) 0,1 km² es agua.

## Demografía
Según el censo de 2010, había 249 personas residiendo en el municipio de Waasa. La densidad de población era de 2,72 hab./km². De los 249 habitantes, el municipio de Waasa estaba compuesto por el 97,59 % blancos, el 0,4 % eran amerindios y el 2,01 % eran de una mezcla de razas. Del total de la población el 0 % eran hispanos o latinos de cualquier raza.